# Lac à l'Eau Froide
Lac à l'Eau Froide är en sjö i Kanada.   Den ligger i regionen Nord-du-Québec och provinsen Québec, i den östra delen av landet, 600 km norr om huvudstaden Ottawa. Lac à l'Eau Froide ligger 470 meter över havet. Arean är 27,5 kvadratkilometer. Den sträcker sig 16,0 kilometer i nord-sydlig riktning, och 5,1 kilometer i öst-västlig riktning.
Trakten runt Lac à l'Eau Froide är nära nog obefolkad, med mindre än två invånare per kvadratkilometer.